# Lambda Ceti
Lambda Ceti (λ  Ceti, förkortat Lambda Cet, λ  Cet) som är stjärnans Bayerbeteckning, är en ensam stjärna belägen i den nordöstra delen av stjärnbilden Valfisken (stjärnbild). Den har en skenbar magnitud på 4,68 och är synlig för blotta ögat där ljusföroreningar ej förekommer. Baserat på tidigare parallaxmätning på ca 5,7 mas, beräknas den befinna sig på ett avstånd av ca 420 ljusår (ca 130 parsek) från solen. Hipparcossatelliten uppskattade emellertid 1997 dess parallax till ca 7,7 millibågsekunder, vilket med de senaste astrometriska beräkningarna av van Leeuwen gav ett beräknat avstånd på ca 580 ljusår (ca 177 parsek) från solen.

## Nomenklatur
Historiskt hade Lambda Ceti det traditionella namnet Menkar, men idag är det namnet vanligen förknippat med Alfa Ceti. Lambda Ceti, tillsammans med α Cet (Menkar), γ Cet (Kaffaljidhma), δ Cet, μ Cet , ξ1 Cet och ξ2 Cet utgör Al Kaff al Jidhmah, "delen av en hand".

## Egenskaper
Lambda Ceti är en blå jättestjärna av spektralklass B6 III. Den har en uppskattad massa som är ca 4,6 gånger större än solens massa, en radie som är ca 5,4 gånger större än solens och utsänder från dess fotosfär ca 650 gånger mera energi än solen vid en effektiv temperatur på ca 13 900 K.